# Phra-Pinklao-Brücke
Die Phra-Pinklao-Brücke (Thai สะพานสมเด็จพระปิ่นเกล้า) ist eine Brücke über den Mae Nam Chao Phraya (Chao-Phraya-Fluss) in Bangkok, die nahe dem Großen Palast vom Bezirk (Khet) Phra Nakhon nach Bangkok Noi führt.
Die Phra-Pinklao-Brücke ist aus Spannbeton in Form einer gevouteten Hohlkastenbrücke gestaltet. Die Bauarbeiten an der Phra-Pinklao-Brücke begannen 1971 und dauerten bis 1973. Am 24. September 1973 wurde sie feierlich eröffnet. Sie hat sechs Fahrbahnen und eine Fußgängerüberführung. Die Gesamtlänge der Brücke liegt bei 689 Metern, davon 176 Meter auf der Bangkoker Auffahrt und 206 Meter auf der Auffahrt von Thonburi aus. Sie besteht aus drei Spannen (83 Meter – 110 Meter – 83 Meter). Die lichte Höhe liegt bei 11,5 Meter.
Die Brücke ist nach Phra Pinklao benannt, dem Maha Uparat (Vizekönig) von Siam (1851–1866).